# Austropotamobius berndhauseri
Austropotamobius berndhauseri is een kreeftensoort uit de familie van de Astacidae.